# Ana Affonso
Ana Affonso (Maldonado, 6 de fevereiro de 1973) é uma professora e política brasileira. Seu partido atual é o Partido dos Trabalhadores.
Foi deputada estadual do Rio Grande do Sul, eleita em 2010 com 38.525 votos. Tomou posse em 31 de janeiro de 2011. Foi candidata a vice-governadora do Rio Grande do Sul durante as eleições de 2018 com o candidato a governador, Miguel Rossetto.  
Atualmente é vereadora pelo quarto mandato, em São Leopoldo, sendo a mulher mais votada no município nas eleições de 2020. 
Seu mandato tem caráter popular, construído junto com a comunidade e a serviço da população, abrangendo diferentes áreas, como saúde, educação, cultura, moradia, políticas para as mulheres, crianças e adolescentes, direitos humanos e direitos sociais, juventude e população LGBTQ+, entre outras.

Atuou como Líder do Governo Vanazzi, entre 2017 e 2020, defendendo projetos fundamentais para o crescimento de São Leopoldo, como as obras de calçamento e o retorno da Tarifa Social da Água. 

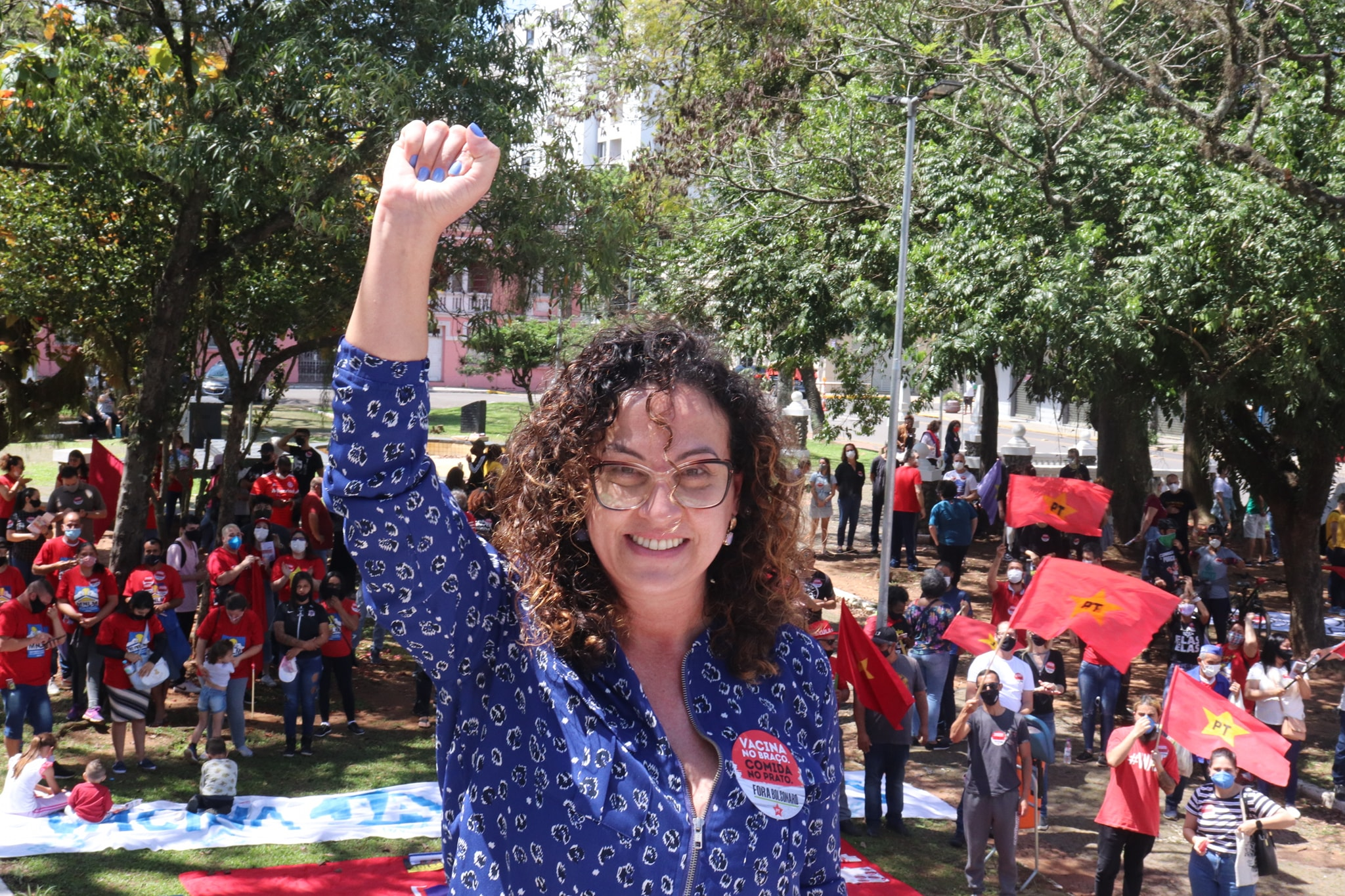
Ana Affonso durante manifestação contra o Governo Bolsonaro, em São Leopoldo.

Foi Procuradora Especial da Mulher da Câmara em 2019 e 2020, desenvolvendo iniciativas como o Curso de Formação Justiça de Gênero, em parceria com o Programa Gênero e Religião da Escola Superior de Teologia (EST). 
Vice-presidenta estadual do PT desde 2019. Deputada estadual entre 2011 e 2015, e candidata a vice-governadora na chapa de Miguel Rossetto, nas eleições de 2018. Na Assembleia Legislativa, se destacou na defesa das mulheres e nas campanhas contra a violência doméstica e de gênero. Também trabalhou muito pela valorização dos professores e pelas questões ligadas às políticas públicas e, em especial, na área da cultura.
Mãe de duas filhas, chefe de família, professora do município, iniciou sua militância na juventude e nos movimentos sociais. Foi diretora da escola Dilza Flores Albrecht, por três anos, e presidenta do Sindicato dos Professores Municipais de São Leopoldo, o CEPROL, de 2001 a 2003. Foi a primeira mulher do PT eleita para a Câmara de Vereadores, em 2004. 
Em 2021 foi eleita pela segunda vez presidenta da Câmara de Vereadores, onde sua gestão realizou importantes mudanças como a atualização do site oficial, criação do Memorial de Vítimas da covid-19 e a criação do Movimento Vacina Já, que se tornou referência em todo o Estado. 
Uma inquérito da Polícia Civil de São Leopoldo, que fazia parte da Operação Cosa Nostra, investigava a deputada por suspeita de pagamento de material de campanha sem nota fiscal e com dinheiro público nas eleições de 2010. Mas, por falta de provas, o Tribunal Regional Eleitoral (TRE-RS) arquivou o inquérito.